# Anton Kowałewski (łyżwiarz figurowy)
Anton Wołodymyrowycz Kowałewski (ukr. Антон Володимирович Ковалевський, ur. 9 marca 1985 w Kijowie) – ukraiński łyżwiarz figurowy. W latach: 2006, 2007, 2009 i 2010 został mistrzem Ukrainy.

## Osiągnięcia
Sezon 2009/2010
Mistrzostwa Europy 13.,
Mistrzostwa Ukrainy 1.
Sezon 2008/2009
Mistrzostwa Świata 22.,
Mistrzostwa Europy 19.,
Mistrzostwa Ukrainy 1.
Sezon 2007/2008
Mistrzostwa Świata 20.
Sezon 2006/2007
Mistrzostwa Świata 24.,
Mistrzostwa Europy 13.,
Mistrzostwa Ukrainy 1.
Sezon 2005/2006
Igrzyska Olimpijskie 20.,
Mistrzostwa Świata 16.,
Mistrzostwa Europy 16.,
Mistrzostwa Ukrainy 1.